# Jászer Kászim
Jászer Szafá Kászim el-Kadejfadzsi, angolosan Yaser Safa Qasim Al-Qadefaje (arabul: ياسر صفاء قاسم القضيفجي ; Bagdad, 1991. május 10. –) iraki labdarúgó, az angol harmadosztályú Swindon Town középpályása.

## Pályafutása

### A válogatottban
2014. március 5-én mutatkozott be az iraki válogatottban a 2015-ös Ázsia-kupa selejtezőjén Kína ellen. A mérkőzés 3–1-es iraki győzelemmel zárult, Kászim végigjátszotta a mérkőzést. Első gólját a válogatottban 2014. november 17-én szerezte a 2014-es Öböl-kupa során, ahol 1–1-es döntetlent játszottak Ománnal. Bekerült a 2015-ös Ázsia-kupa iraki keretébe, ahol a Dél-Korea elleni elődöntő kivételével minden mérkőzésen pályára lépett. Az irakiak végül a 4. helyen végeztek a tornán.